# テン (映画)
『テン』（原題: 10）は、1979年のアメリカ映画。

## ストーリー
作曲家のジョージ・ウェバーは、アカデミー賞を受賞し、ミュージカル女優のサムと付き合うという充実した人生を送っていた。そんな彼は、町で出会う女性の体を観察し十点満点で採点する習性を持っていた。
ある日、ジョージが信号待ちをしているときに隣の車を覗くと、そこには十点満点の理想とする女性が乗っていた。

## キャスト
| 役名                   | 俳優                     | 日本語吹替                                                              |
| 役名                   | 俳優                     | テレビ朝日版                                                            |
| ---------------------- | ------------------------ | ----------------------------------------------------------------------- |
| ジョージ・ウェバー     | ダドリー・ムーア         | 広川太一郎                                                              |
| サマンサ・テイラー     | ジュリー・アンドリュース | 武藤礼子                                                                |
| ジェニファー・ハンレー | ボー・デレク             | セーラ                                                                  |
| ヒュー                 | ロバート・ウェッバー     | 家弓家正                                                                |
| メアリー・ルイス       | ディー・ウォレス         | 北島マヤ                                                                |
| デイビッド             | サム・J・ジョーンズ      |                                                                         |
| ドナルド               | ブライアン・デネヒー     | 石丸博也                                                                |
| 牧師                   | マックス・ショウォルター | 阪脩                                                                    |
| ジョシュ・テイラー     | ラッド・デイリー         | 菊池英博                                                                |
| 歯科助手               | デボラ・ラッシュ         |                                                                         |
| 隣人                   | ドン・カルファ           | 青野武                                                                  |
| 精神科医               | ジョン・ハンコック       | 池田勝                                                                  |
| キセル夫人             | ネドラ・ヴォルツ         |                                                                         |
| マイルズ               | ジェームズ・ノーブル     | 増岡弘                                                                  |
| パーティー参加者       | セレナ                   |                                                                         |
| 不明 その他            |                          | 村松康雄 鳳芳野 若本紀昭 一城みゆ希 小滝進 速水奨 さとうあい 花咲きよみ |
|                        |                          |                                                                         |
| 演出                   | 演出                     | 山田悦司                                                                |
| 翻訳                   | 翻訳                     | 山田小夜子                                                              |
| 効果                   | 効果                     | 赤塚不二夫                                                              |
| 調整                   | 調整                     | 国定保孝                                                                |
| 制作                   | 制作                     | 日米通信社                                                              |
| 解説                   | 解説                     | 淀川長治                                                                |
| 初回放送               | 初回放送                 | 1985年3月10日 『日曜洋画劇場』                                          |

## スタッフ
- 監督・脚本：ブレイク・エドワーズ
- 製作：ブレイク・エドワーズ、トニー・アダムス
- 撮影：フランク・スタンレー
- 音楽：ヘンリー・マンシーニ
- 美術：ロジャー・マウス
- 編集：ラルフ・E・ウィンタース
- 字幕：高瀬鎮夫

## 賞歴
- 第52回アカデミー賞
  - ノミネート：作曲賞、歌曲賞